# Corda (teatro)

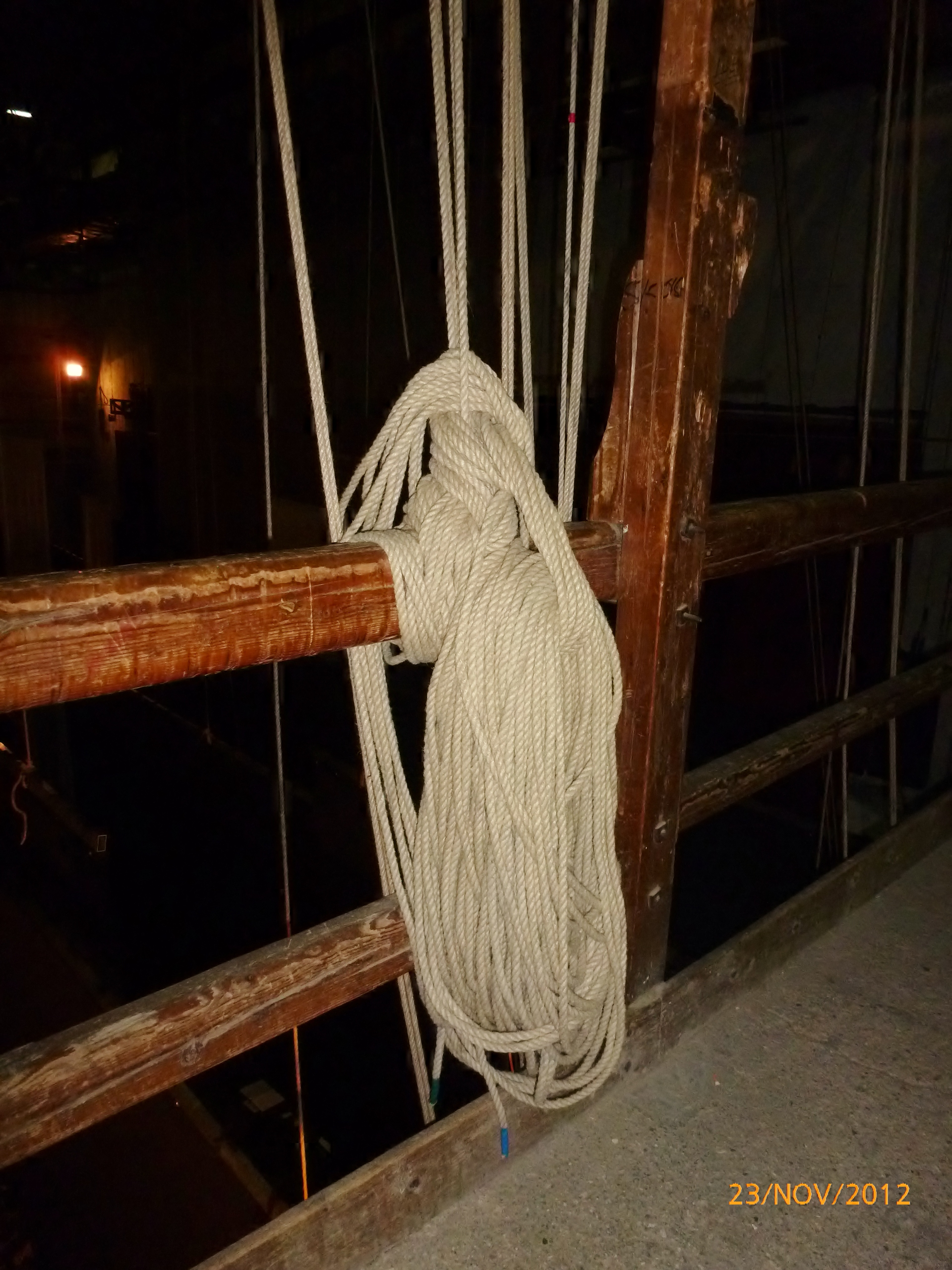
Corda di canapa da 8 mm

Le corde di canapa ritorta adoperate in palcoscenico servono per sostenere, alzare e abbassare gli elementi di scena: fondale, fondalini, quinte, cieli, americane, ecc. Sono in dotazione in ogni palcoscenico.

## Descrizione
Il loro diametro può variare secondo il peso che devono sostenere: le corde da 6 mm di diametro sono le più sottili, quelle da 8 mm rappresentano uno standard, quelle da 1 cm si utilizzano per sostenere le americane dei proiettori, mentre quelle da 12 mm sono destinate ai carichi eccezionali. Quando il peso da sostenere è veramente enorme, si utilizzano cavi d'acciaio e motori.
Le corde di canapa sono sensibili al tempo umido o asciutto: si allungano e si raccorciano.
Le nuove corde vengono collaudate legando un capo in graticcia e calando l'altro fino al piano palcoscenico con un peso di 10 kg legato. Si vede la corda girare velocemente in un senso poi nell'altro fino a fermarsi. In questo modo la corda può allungarsi anche di due centimetri per metro, diventa più maneggevole e, se difettosa, è più facile individuare il punto critico. Gli estremi devono essere intrecciati e fermati in maniera che non possano sfilacciarsi.
A volte essendo troppo visibili, le corde di canapa vengono sostituite, fino ad una certa altezza, da cordini d'acciaio di pochi millimetri, quasi invisibili allo spettatore.
È possibile effettuare tiri a mano o tiri contrappesati:

## Tiro a mano
La corda passa sul rocchetto in graticcia, un'estremità viene legata allo stangone, l'altra viene legata ad un mantegno.
Il nodo con cui si assicura il fascio di corde al mantegno è di retaggio marinaro. È essenzialmente composto dallo strozzamento della corda su sé stessa tramite un giro attorno alla parte lignea del mantegno.
È possibile gestire fasci di più corde così denominate: la lunga, la media, la corta, (se il fascio è composto da tre corde), la lunga, la mezzalunga, la media, la mezza corta e la corta (se il fascio è composto da cinque corde); tale denominazione dipende dalla loro distanza dal mantegno cui sono legate, cioè dal punto di manovra.
Prima di ogni spettacolo i tiri a mano vanno controllati (messa a punto) per pareggiare alla linea di terra lo stangone che tiene l'elemento e per eliminare eventuali pieghe.
Nei piccoli teatri il tiro a mano è l'unico adoperato. 

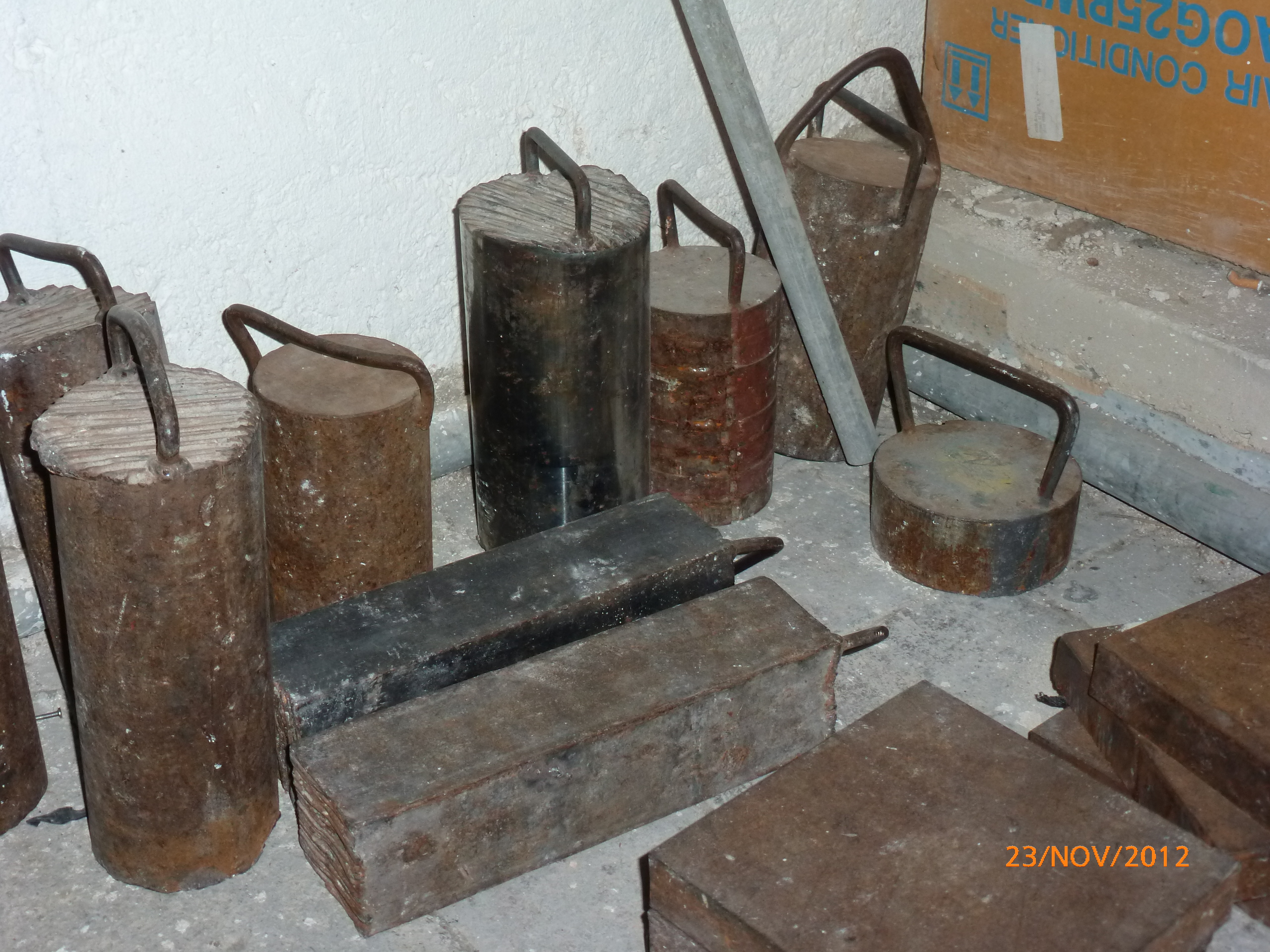
Pesi per realizzare tiri contrappesati

## Tiro contrappesato
In genere utilizza cordini metallici; viene costruito per sostenere e manovrare pesi importanti che a volte superano il quintale, come ad esempio il peso di un grande fondale.
Il meccanismo è lo stesso del tiro a mano, (cinque corde scorrono in graticcia su altrettanti rocchetti) tranne il fatto che il fascio delle corde si avvolge in un sesto rocchetto a cinque canali posto a lato della graticcia. I cinque cordini vengono fermati ad un ferro che sostiene i pesi per neutralizzare il peso del fondale. Il tiro contrappesato rende possibili cambi velocissimi ad opera di un solo macchinista.